# 威廉·赫斯基森
威廉·赫斯基森 PC（William Huskisson，1770年3月11日—1830年9月15日）或譯威廉·霍金深，是一位英國政客，曾擔任包括利物浦在内的多個地區的國會議員以及下議院領袖。此外他因被喬治·史蒂芬生發明的火箭號火車碾過而死，成爲了世界上第一位廣受報道的鐵路事故遇難者。死後他被葬在利物浦的聖詹姆斯公墓中，1968年其墓碑被轉移到了利物浦的步行者畫廊裏。

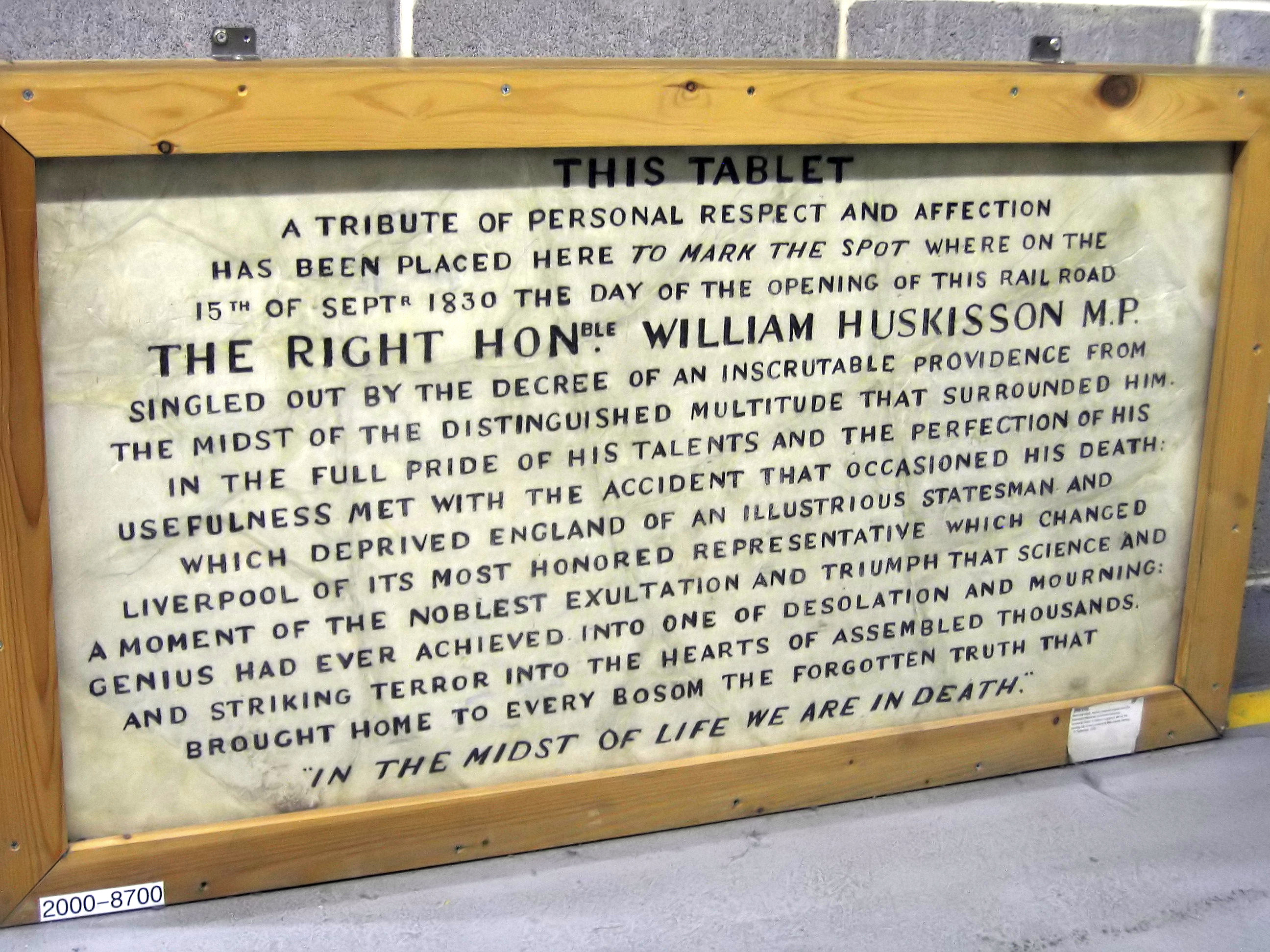
事故發生地的銘文

## 外部連結
- Hansard 1803–2005: William Huskisson在國會中的貢獻
- William Huskisson page （页面存档备份，存于） on the Peel Web （页面存档备份，存于）.
- 英國國家肖像館中的威廉·赫斯基森肖像
- A Piece of Lowton History has information about Huskisson's death and memorial.